# Lynch (Kentucky)
Lynch és una població dels Estats Units a l'estat de Kentucky. Segons el cens del 2000 tenia 900 habitants.

## Demografia
Segons el cens del 2000, Lynch tenia 900 habitants, 408 habitatges, i 250 famílies. La densitat de població era de 1.053 habitants/km².
Dels 408 habitatges en un 24% hi vivien nens de menys de 18 anys, en un 40,7% hi vivien parelles casades, en un 16,2% dones solteres, i en un 38,5% no eren unitats familiars. En el 36,8% dels habitatges hi vivien persones soles el 20,1% de les quals corresponia a persones de 65 anys o més que vivien soles. El nombre mitjà de persones vivint en cada habitatge era de 2,21 i el nombre mitjà de persones que vivien en cada família era de 2,88.
Per edats la població es repartia de la següent manera: un 22,6% tenia menys de 18 anys, un 8,9% entre 18 i 24, un 20,4% entre 25 i 44, un 28,2% de 45 a 60 i un 19,9% 65 anys o més.
L'edat mediana era de 43 anys. Per cada 100 dones de 18 o més anys hi havia 80,1 homes.
La renda mediana per habitatge era de 17.609 $ i la renda mediana per família de 21.625 $. Els homes tenien una renda mediana de 31.500 $ mentre que les dones 19.038 $. La renda per capita de la població era de 13.369 $. Entorn del 36,7% de les famílies i el 37,8% de la població estaven per davall del llindar de pobresa.

## Poblacions més properes
El següent diagrama mostra les poblacions més properes.